# LADE
LADE（西: Líneas Aéreas del Estado、日本語訳：国家航空）は、アルゼンチン空軍が運営する旅客航空事業部門。ブエノスアイレスに拠点を置く。

## 歴史

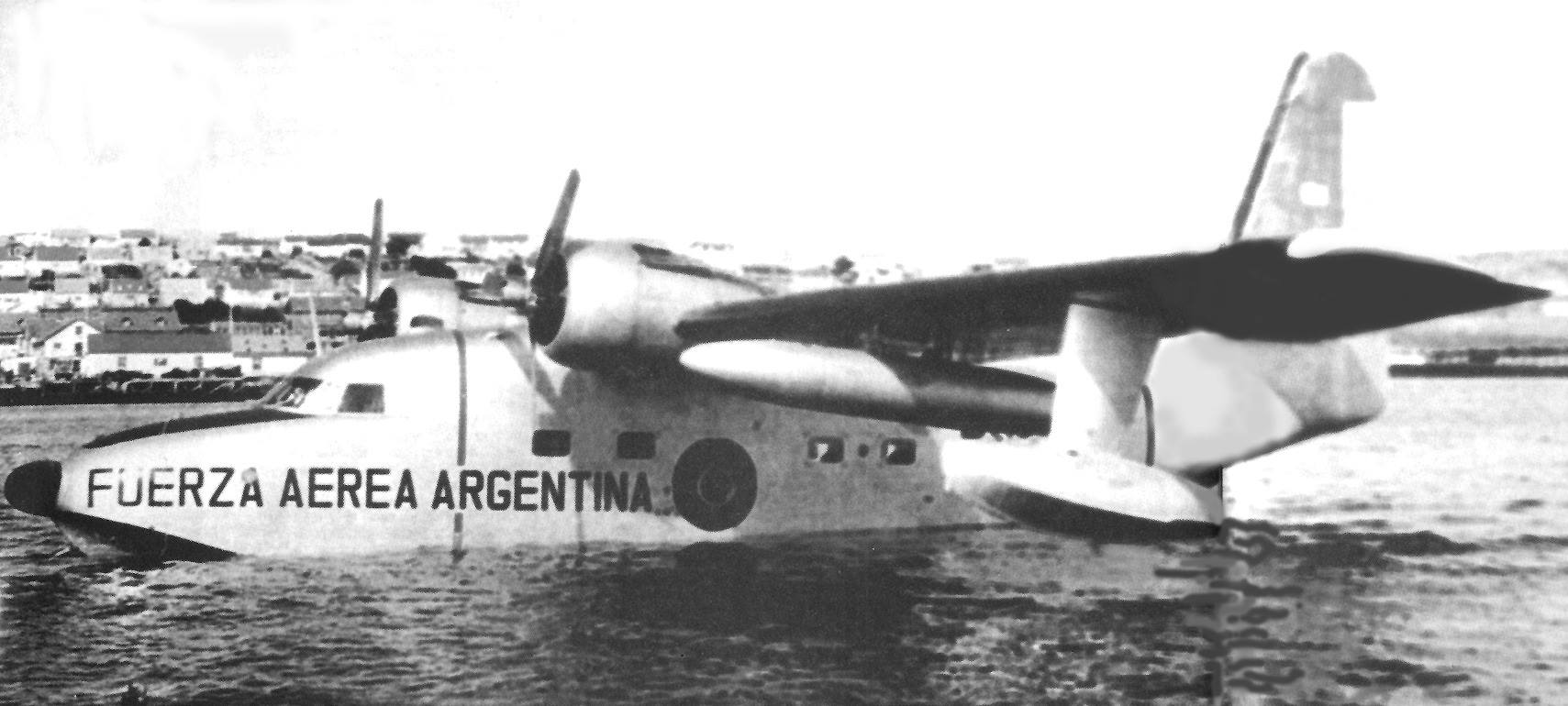
グラマン HU-16

1940年、アルゼンチン政府はスドエスト（南東）航空（Líneas Aéreas del Sudoeste、LASO）を設立し、アルゼンチン国内における遠隔地向け旅客・貨物および郵便航空輸送を開始する。その後ノレエステ（北東）航空（Líneas Aéreas del Noreste、LANE）が設立され、1944年1月6日にブエノスアイレス～イグアス間の運航を開始。同年10月23日に両社は統合再編され国家航空（Líneas Aéreas del Estado、LADE）となる。1972年から1982年まで間には水上機によるアルゼンチン～フォークランド諸島ポートスタンリー間の定期便が就航していた。

## 主な運航路線
- ブエノスアイレス州
  - ブエノスアイレス、ホルヘ・ニューベリー空港
  - バイアブランカ、コマンダンテ・エスポラ空港
  - マル・デル・プラタ、アストル・ピアソラ国際空港
- リオ・ネグロ州
  - エル・ボルソン、エル・ボルソン空港
  - サンアントニオ・オステ、アントニオ・デ・サイント・エクスペリ空港
  - サン・カルロス・デ・バリローチェ、サン・カルロス・デ・バリローチェ空港
  - ビエドマ、ゴベルナドル・エドゥガルド・カスティジョ空港
- チュブ州
  - コモドーロ・リバダビア、ヘネラル・エンリケ・モスコニ国際空港
  - プエルト・マドリン、エル・テウエルチェ空港
  - エスケル、エスケル空港
- サンタクルス州
  - プエルト・モレノ、プエルト・モレノ空港
  - ゴベルナドル・グレゴレス、ゴベルナドル・グレゴレス空港
  - エル・カラファテ、コマンダンテ・アルマンド・トラ国際空港
  - リオ・グレゴレス、ピロト・シビル・ノルベルト・フェルナンデス国際空港
- ティエラ・デル・フエゴ州
  - リオ・グランデ、エルメス・キハダ国際空港
  - ウシュアイア、マルビナス・アルヘンティーナ国際空港
- エントレ・リオス州
  - パラナ、ヘネラル・フスト・ホセ・デ・ウルキサ空港

運航が終了した路線。ネウケン、サンマルティン・デ・ロス・アンデス、サンタ・ロサ、サパラ、クトラル・コ、アルヘンティーノ湖、ヘネラル・ロカ、ポート・スタンリー

## 運航機材

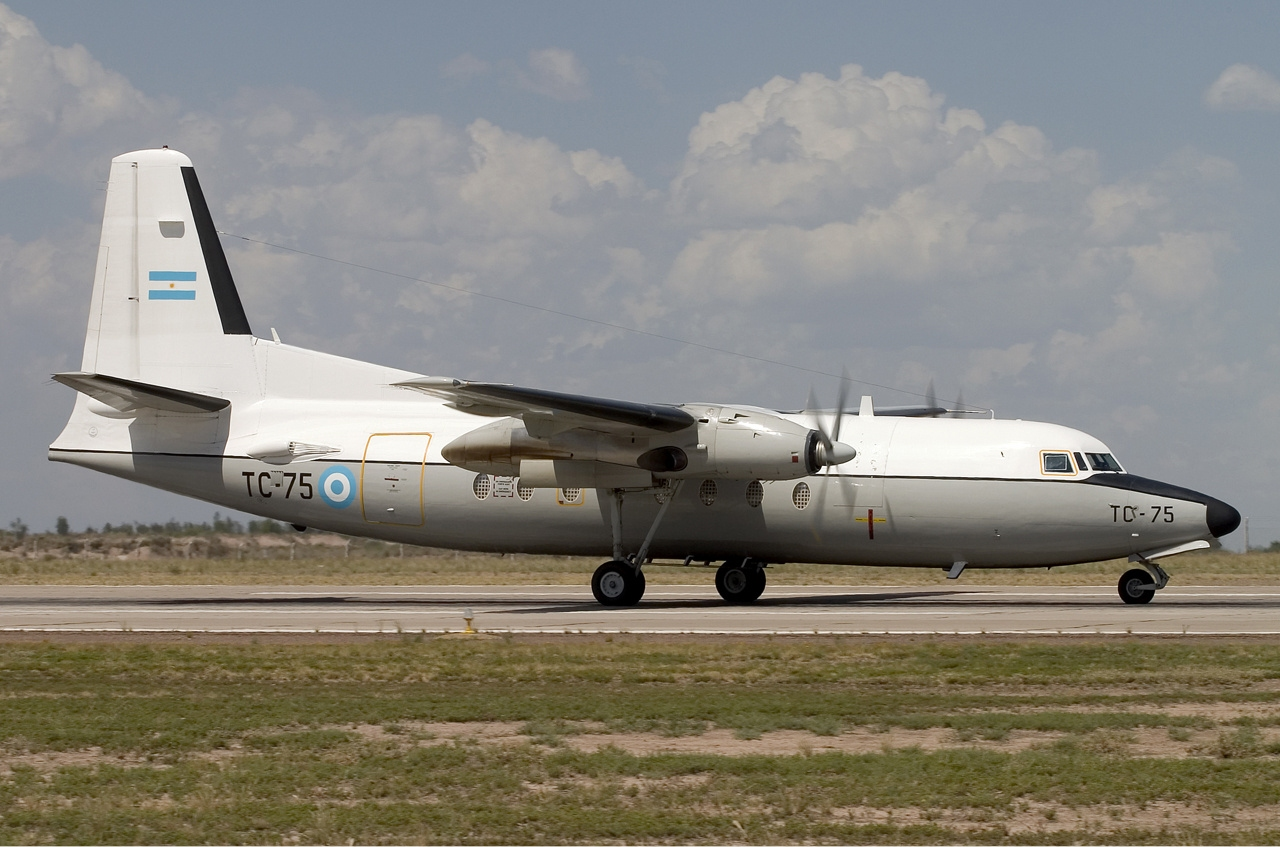
フォッカー F27

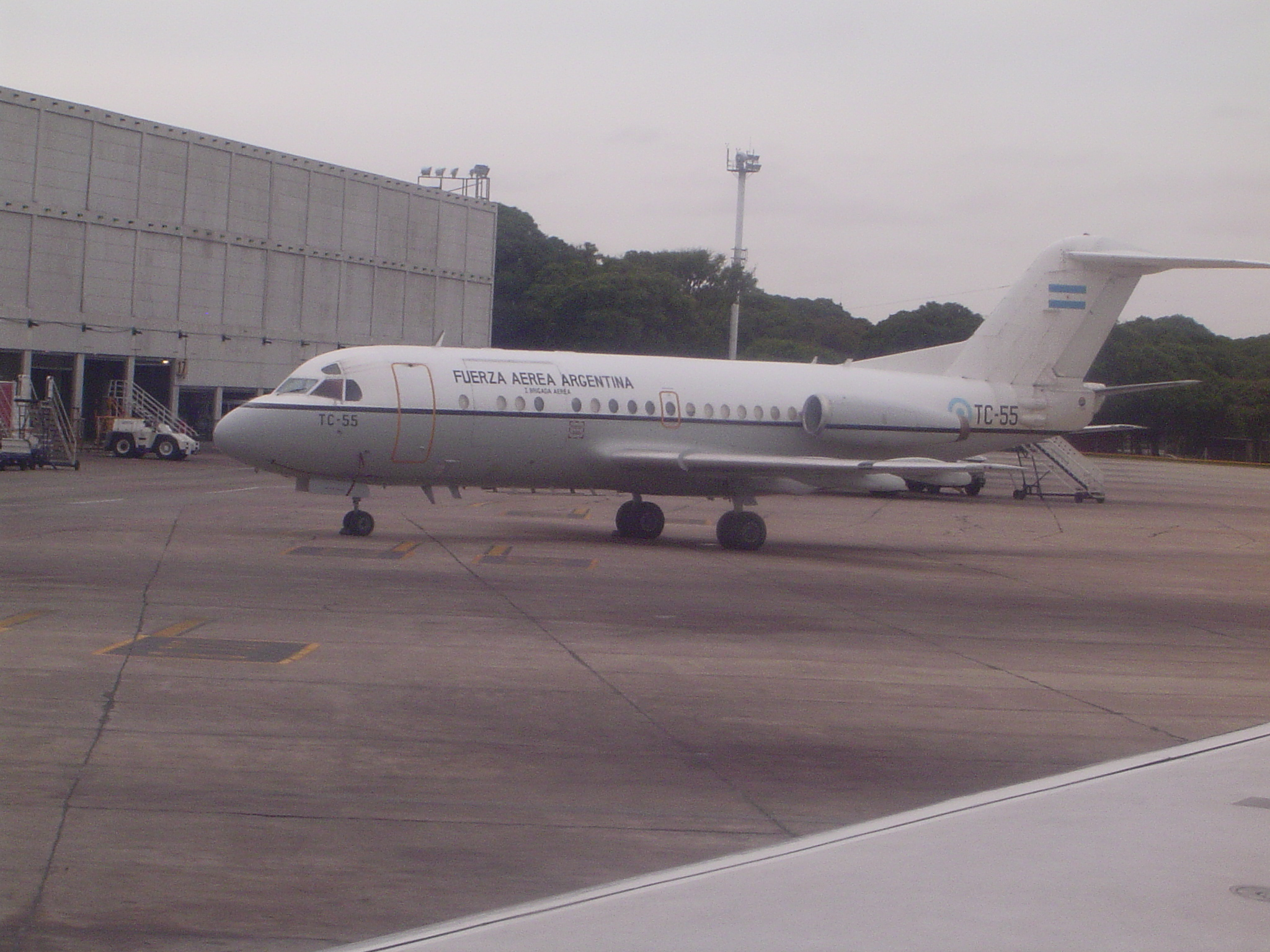
フォッカー F28

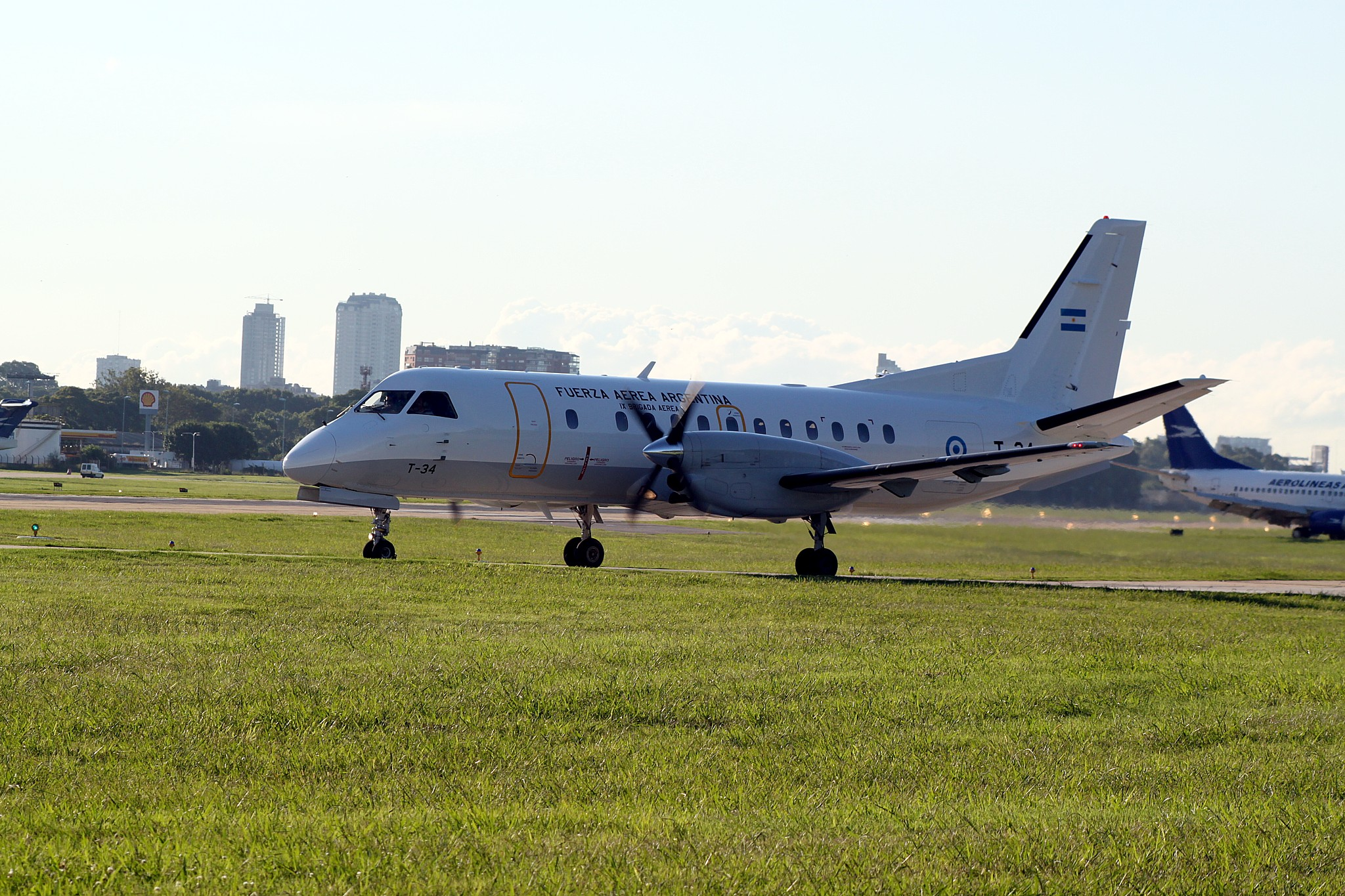
サーブ 340

| 機種                         | 保有数 |
| ---------------------------- | ------ |
| サーブ 340                   | 4      |
| フォッカー F28               | 1      |
| デ・ハビランド・カナダ DHC-6 | 1      |
| ボーイング737-700            | 1      |

### 過去の機材
- フォッカー F27：6機
- C-130：5機
- L-100-30：1機